# 毁灭战士 (2016年游戏)
《毁灭战士》（遊戲標準字設計為DOOM），正式發表前通常稱為「毀滅戰士4」，是一款各平台上市的第一人稱射擊電子遊戲，
由id Software進行開發，貝塞斯達軟體發行。游戏採用id Software新开发之id Tech 6引擎，
本遊戲是毀滅戰士系列久違的回歸作，並且是繼2004年發行之毀滅戰士3以來首次大筆投資開發的遊戲。已在2016年5月13日于Microsoft Windows、PlayStation 4和Xbox One平台上同时推出。游戏之后在2017年11月10日登陆任天堂Switch平台，这是系列继《毁灭战士64》之后时隔20年再次登录任天堂的游戏平台。

## 遊戲內容

### 單人
根據id Software執行製作人马蒂·斯特拉顿表示，毀滅戰士將是一款以「惡魔超怪，槍械超壞，移動超快」作為主軸的遊戲。遊戲內會有各式各樣的槍械武器，玩家能夠於遊玩時搜集並可經由和其他玩家交易來免費取得。諸多經典武器，包含雙管霰彈槍以及BFG 9000（電漿炮）。舉凡能將怪物鋸成兩半的電鋸等等近戰武器也會一同出現。眾多自原作現身的怪物也將再度降臨，像是骷髏亡靈（Revenant）、巨形人魔（Mancubus）以及機械巨魔（Cyberdemon）；有些怪物則是經過重新設計。

## 开发
《毁灭战士4》于2008年5月7日被宣布，在这之前，约翰·卡马克曾在2007年8月3日的QuakeCon上暗示此游戏的存在。
2014年2月19日，贝塞斯达软件宣布向预定了《德軍總部：新秩序》的玩家，开放《毁灭战士4》的Beta版本，名为“Doom”的Beta版在所有受支持的平台上均可运行。在2014年的QuakeCon上，id Software執行製作人马蒂·斯特拉顿宣布《毁灭战士4》正式重命名为《毁灭战士》。